# Dunedin
Dunedin (wym. [dʌnˈiːdɨn]ⓘ; maor. Ōtepoti) to miasto w Nowej Zelandii, na wschodnim wybrzeżu Wyspy Południowej, nad Zatoką Otago. Około 119,6 tys. mieszkańców. Znajduje się tam Baldwin Street, najbardziej stroma ulica świata (o długości 359 metrów) o nachyleniu do 38% (różnica poziomów między jednym końcem a drugim wynosi prawie 70 metrów).
W mieście znajduje się cerkiew św. Michała Archanioła.

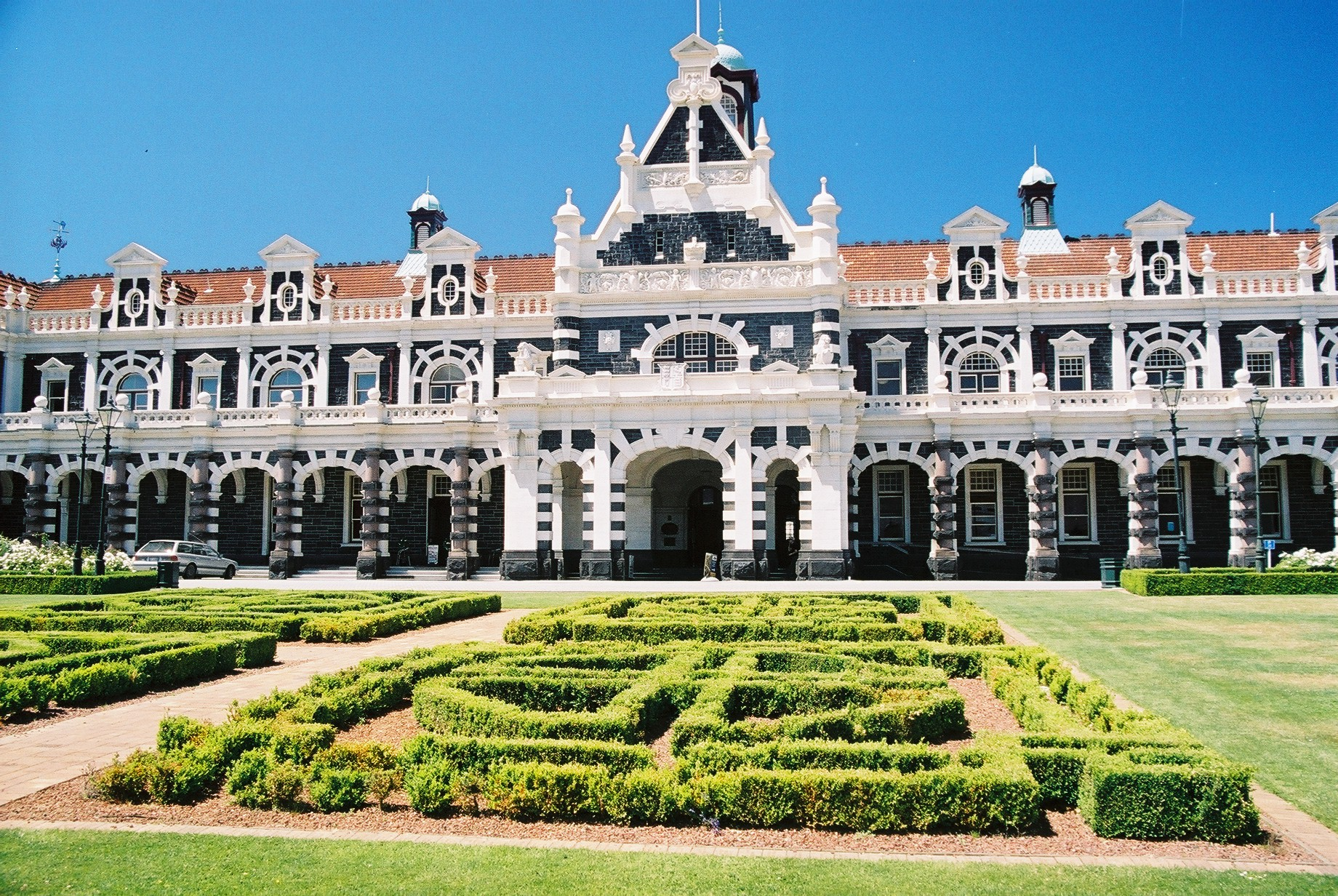
Dworzec kolejowy z 1906

## Transport
- Port lotniczy Dunedin
- Linia kolejowa Taieri Gorge Railway
- Droga State Highway One (SH1)

## Współpraca
- Edynburg, Wielka Brytania
- Otaru, Japonia
- Portsmouth, Stany Zjednoczone
- Szanghaj, Chińska Republika Ludowa